# میورین
میورین (به ژاپنی: 妙林 Myorin)؛ قرن شانزدهم – نامشخص) در دوره سنگوکو یک رزمنده زن، اونا-بوگیشا در خدمت خاندان اوتومو در ژاپن بود.